# Koprníček bezobalný

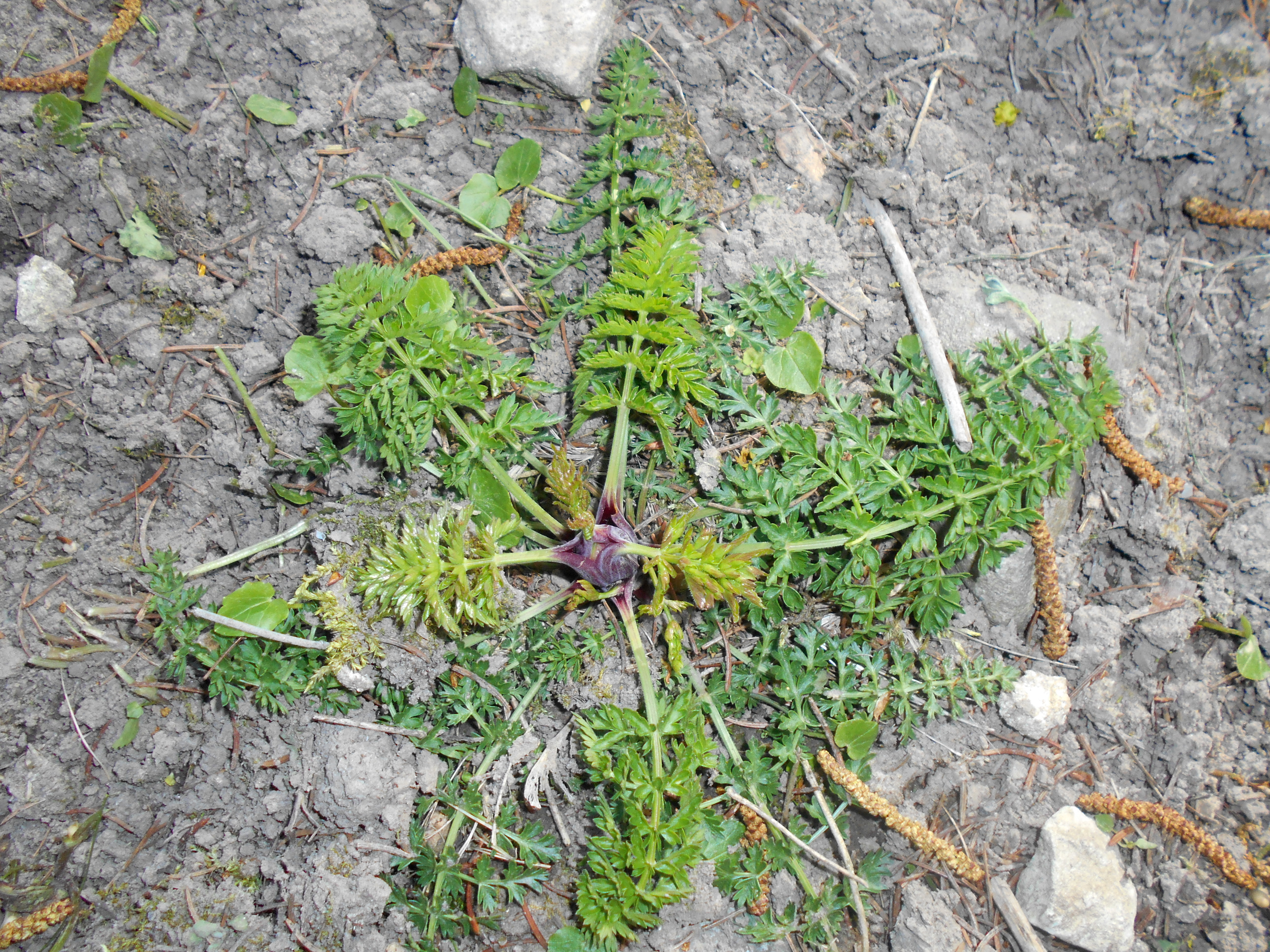
Přízemní růžice listů

Koprníček bezobalný (Ligusticum mutellina) je nevysoká, horská bylina, jediný druh rodu koprníček který v České republice roste. Je svým vzhledem typicky miříkovitou rostlinou, kvete počátkem léta na vysokohorských loukách drobnými bílými kvítky. V české přírodě je původním druhem, přesto se počty rostoucích jedinců snižují a je ohrožen vyhynutím.

## Rozšíření
Roste v horách střední a jižní Evropy, z jižní Francie přes Alpy a Karpaty až do pohoří na Balkánu a na východě zasahuje do oblastí Zakarpatské Ukrajiny. V české krajině roste roztroušeně až vzácně, v Čechách hlavně na Šumavě a v Orlických horách a na Moravě v Hrubém Jeseníku, odkud zasahuje až na Králický Sněžník. Dostal se tam v průběhu posledních několika tisíciletí migrací, na Šumavu z Alp a do Orlických hor z Karpat přes východní Sudety. V Orlických horách dosahuje absolutní severní hranice svého rozšíření.

## Ekologie
Vyskytuje se převážně v oreofytiku a jen ojediněle v mezofytiku, roste na výslunných horských loukách a nivách, po okrajích světlých lesů i kosodřevin. Jedná se hlavně o vegetaci horského primárního bezlesí. Vyhledává vlhčí, humózní půdy které jsou hlinité i kamenité a leží převážně na silikátových podložích.

## Popis

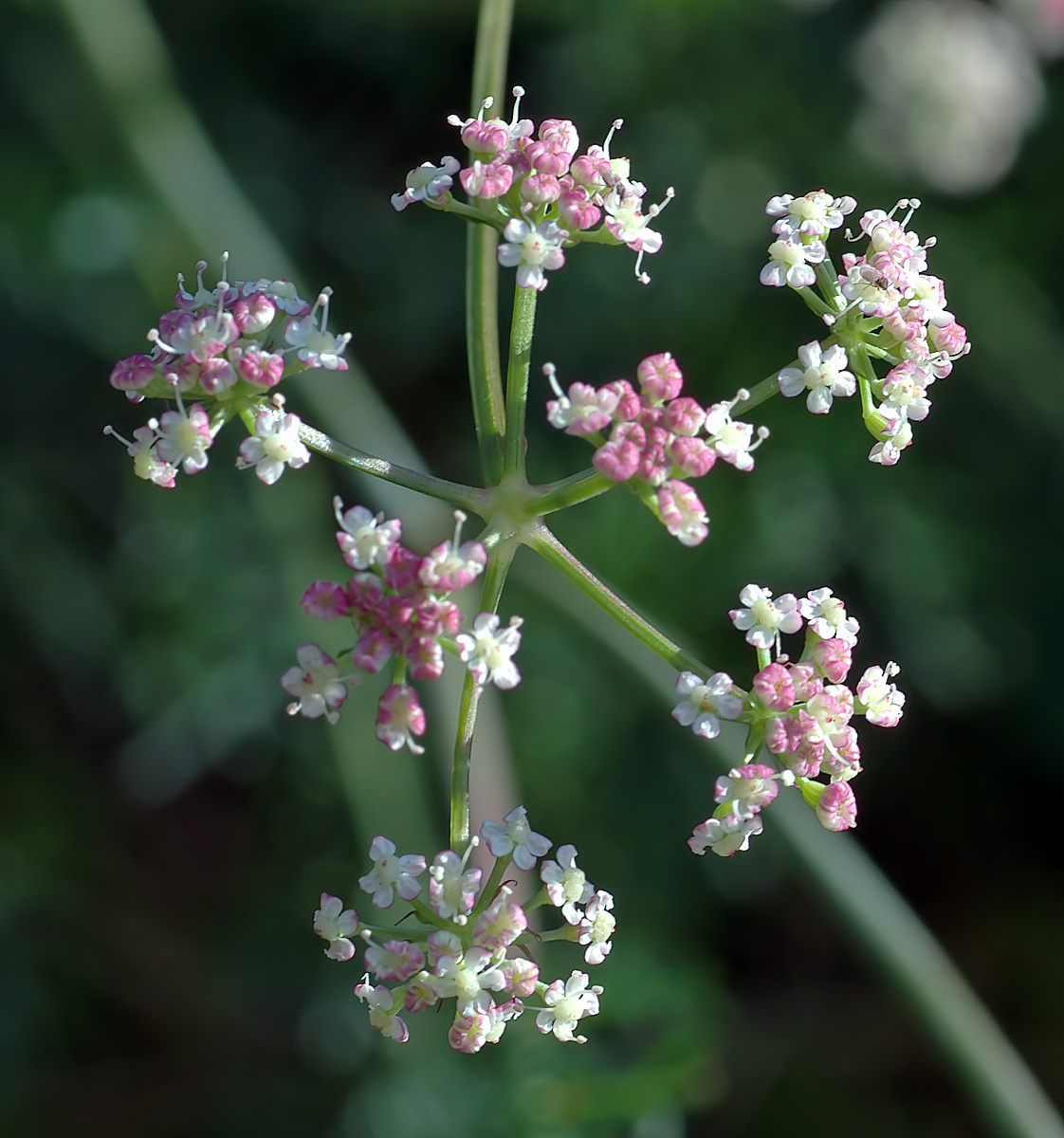
Okolík

Vytrvalá bylina vyrůstající z černohnědého, válcovitého, vícehlavého oddenku. Lodyha je 10 až 50 cm vysoká, přímá, v horní části slabě větvená, oblá, dutá a mírně hranatá či rýhovaná. Přízemní listy mají dlouhé řapíky s krátkými pochvami, jejich čepele dlouhé 5 až 10 a široké 2 až 7 cm jsou vejčité až podlouhle trojúhelníkovité a dvakrát až třikrát zpeřené, lístky jsou řapíčkaté, niťovité a na konci zašpičatělé. Lodyžní listy vyrůstající střídavě jsou drobné, přisedlé na dlouhých pochvách a nejvýše dvakrát zpeřené. Lodyhy i listy jsou po rozemnutí silně aromatické.
Na konci lodyh vyrůstají oboupohlavné květy sestavené do složených okolíků tvořených sedmi až deseti okolíčky. Obaly okolíků chybí, odtud pochází druhové jméno rostliny "bezobalný". Okolíčky mívají tři a více vytrvalých obalíčků dlouhých jako květní stopky. Kališní lístky jsou nezřetelné, pět bílých, narůžovělých až nafialovělých korunní lístků je asi 1 mm velkých a u vrcholu jsou přehnuté. Pět volných tyčinek se střídá s korunními lístky, dvoupouzdrý, spodní semeník nese dvě čnělky. Hmyzosnubné květy kvetou od června do srpna. Plody jsou dvounažky mající dva 5 mm velké plůdky (semena), jež jsou hnědé a vejčitě podlouhlé.

## Význam
Kořen se v minulosti používal jako ochucovadlo likérů a v léčitelství proti nechutenství i při ženských problémech. Obsahuje také myristin a ligustilid, látky působících na hmyz jako insekticid vstřebatelný pokožkou. Vzhledem k řídkému výskytu nemají rostliny ekonomický význam.

## Ohrožení
Koprníček bezobalný je rostlinou vyskytující se v české přírodě pouze ostrůvkovitě a jeho řídká stanoviště čítají jen nevelký počet rostoucích exemplářů. Pro jeho ochranu podporující další přežití byl ve "Vyhlášce MŽP ČR č. 395/1992 Sb. ve znění vyhl. č. 175/2006 Sb." i v "Červeném seznamu cévnatých rostlin České republiky" z roku 2012, zařazen mezi ohroženými druhy (§3, C3).